# 帰郷 (1978年の映画)
『帰郷』（ききょう、Coming Home）は、ハル・アシュビー監督の映画。1978年公開。
『スラップ・ショット』の脚本家ナンシー・ダウドの原案によるもの。前作では隠喩的だった反戦やフェミニズムがストレートに表現された。
第51回アカデミー賞で8部門にノミネートされ、脚本賞を受賞し、主演を務めたジェーン・フォンダが主演女優賞を、同じく主演のジョン・ヴォイトが主演男優賞を受賞した。

## あらすじ
サリーは夫である海兵隊員ボブをベトナム最前線に送り出した後、友人のヴィの紹介で基地附属病院でボランティアで働くことにした。ヴィもまた治療を受けている弟の帰還兵ビルがいて、病院で働いていた。
初めて病院に赴いた日サリーはハイスクール時代の同級生ルークと再会する。ルークはベトナム戦争で負傷し、下半身麻痺の患者として、この病院で治療を受けていた。サリーとルークの間には単なる患者と看護婦という関係を越えた精神的な交流が生まれていった。すさんでいたルークはサリーと出会ってから見違えるほど人間が変わり、明るさを取り戻していく。
ある日、サリーはルークを食事に招き、その夜ふたりは結ばれる。精神的ともいえる結びつきがサリーにこれまでにない充足感を与える。
それからしばらくして前線のボブから休暇を香港で過ごさないかという連絡が入りサリーはでかけるが、数か月ぶりに再会した夫はどこか戦争の狂気に取り憑かれているように見えた。
一方、病院では精神的にすっかり憔悴したビルが自殺する事件が起こる。ルークの反戦意識は増し、ある夜ベトナム戦争反対の無言の示威行動を実行する。以来、彼の行動はFBIの監視するところとなりサリーとの関係もキャッチされてしまう。
やがて帰還したボブは妻の変化に疑惑を抱き銃剣を振りかざしサリーを問い詰める。その場は駆け付けたルークの説得で事なきを得るが、英雄として帰還したボブの価値観は脆くも崩れ去った。
数日後、ルークはハイスクールのボランティアの集会に招かれ反戦の気持ちをぶちまける。一方、生きる気力をなくしたボブは結婚指輪を外し沖へ向かって泳ぎ出す。同じ頃、ショッピングセンターでは夫のために買い物をするサリーの姿があった。

## キャスト
| 役名       | 俳優                     | 日本語吹替1 | 日本語吹替2 |
| ---------- | ------------------------ | ----------- | ----------- |
| サリー     | ジェーン・フォンダ       | 小原乃梨子  | 高畑淳子    |
| ルーク     | ジョン・ヴォイト         |             |             |
| ボブ       | ブルース・ダーン         |             |             |
| ビル       | ロバート・キャラダイン   |             |             |
| ヴィ       | ペネロープ・ミルフォード |             |             |
| ディンク   | ロバート・ギンティ       |             |             |
| ピーウィー | チャールズ・サイファーズ |             |             |
| コリーヌ   | オリヴィア・コール       |             |             |
| キャシー   | キャスリーン・ミラー     |             |             |
| リンカーン | ブルース・フレンチ       |             |             |
| ウィルソン | メアリー・ジャクソン     |             |             |
| パット     | リチャード・ローソン     |             |             |
| ジョンソン | リタ・タガート           |             |             |
| コニー     | サリー・フレイ           |             |             |
| ハリス     | パット・コーリイ         |             |             |
| ソフィー   | ステイシー・ピックレン   |             |             |
| ブルース   | アーサー・ローゼンバーグ |             |             |
| ティム     | デヴィッド・クレノン     |             |             |

## スタッフ
- 監督：ハル・アシュビー
- 原案：ナンシー・ダウド

## 受賞・ノミネート
| 映画賞                   | 部門                    | 候補                                                      | 結果       |
| ------------------------ | ----------------------- | --------------------------------------------------------- | ---------- |
| アカデミー賞             | 作品賞                  | 作品賞                                                    | ノミネート |
| アカデミー賞             | 主演男優賞              | ジョン・ヴォイト                                          | 受賞       |
| アカデミー賞             | 主演女優賞              | ジェーン・フォンダ                                        | 受賞       |
| アカデミー賞             | 助演男優賞              | ブルース・ダーン                                          | ノミネート |
| アカデミー賞             | 助演女優賞              | ペネロープ・ミルフォード                                  | ノミネート |
| アカデミー賞             | 監督賞                  | ハル・アシュビー                                          | ノミネート |
| アカデミー賞             | 脚本賞                  | ナンシー・ダウド ウォルド・ソルト ロバート・C・ジョーンズ | 受賞       |
| アカデミー賞             | 編集賞                  | ドン・ジンマーマン                                        | ノミネート |
| カンヌ国際映画祭         | パルム・ドール          | ハル・アシュビー                                          | ノミネート |
| カンヌ国際映画祭         | 男優賞                  | ジョン・ヴォイト                                          | 受賞       |
| ニューヨーク映画批評家賞 | 主演男優賞              | ジョン・ヴォイト                                          | 受賞       |
| ロサンゼルス映画批評家賞 | 作品賞                  | 作品賞                                                    | 受賞       |
| ロサンゼルス映画批評家賞 | 主演男優賞              | ジョン・ヴォイト                                          | 受賞       |
| ロサンゼルス映画批評家賞 | 主演女優賞              | ジェーン・フォンダ                                        | 受賞       |
| ゴールデングローブ賞     | 主演男優賞 (ドラマ部門) | ジョン・ヴォイト                                          | 受賞       |
| ゴールデングローブ賞     | 主演女優賞 (ドラマ部門) | ジェーン・フォンダ                                        | 受賞       |